# Zerkal'naya Bay
Zerkal'naya Bay är en vik i Antarktis. Den ligger i Östantarktis. Australien gör anspråk på området.